# Mytilus (Schiff, 1997)
Die Mytilus ist ein Forschungsschiff der spanischen Forschungseinrichtung Consejo Superior de Investigaciones Científicas (CSIC).

## Geschichte
Das Schiff wurde unter der Baunummer C-10 auf der Werft Astilleros Armada in Vigo gebaut. Mit dem Bau wurde im Januar 1996 begonnen. Stapellauf und Schiffstaufe fanden am 26. Januar 1997 statt. Taufpatin war Esperanza Aguirre y Gil de Biedna, damals Ministerin für Bildung und Wissenschaft. Das Schiff wurde im April 1997 in Dienst gestellt. Finanziert wurde es von der Regierung der autonomen Region Galicien, dem CSIC und der Europäischen Union. Der Entwurf des Schiffes stammte von Schiffsarchitekturbüro Cintranaval Vigo.
Das Schiff ist in Vigo stationiert. Es wird von dem hier ansässigen Instituto de Investigacións Mariñas genutzt, steht aber auch Universitäten und anderen Forschungseinrichtungen für ozeanographische, biologische und geologische Forschung im Küstenbereich zur Verfügung. Benannt ist es nach der Miesmuschelgattung.
Während der Expo 98 in Lissabon wurde das Schiff zeitweise als schwimmender Ausstellungsraum genutzt.
Im November 2000 wurde das Schiff auf der Bauwerft um vier Meter verlängert. Im November 2002 wurden die Antriebsmotoren ersetzt.

## Technische Daten und Ausstattung
Das Schiff wird von zwei Volvo-Penta-Dieselmotoren angetrieben. Es war zunächst mit zwei Dieselmotoren des Typs TAMD 71-B mit jeweils 220 PS Leistung ausgestattet. Im November 2002 wurden diese durch zwei Dieselmotoren des Typs TAMD-103-A mit jeweils 287 kW Leistung ersetzt. Die Motoren wirken über Untersetzungsgetriebe auf zwei Festpropeller. Für die Stromerzeugung stehen ein von einem Perkins-Dieselmotor (46,5 PS Leistung) angetriebener Leroy-Somer-Generator (43 kVA Scheinleistung) und eine von einem Deutz-Dieselmotor (53 kW Leistung) angetriebener Piller-Generator (60 kVA Scheinleistung) zur Verfügung.
Das Schiff ist mit Echolot und Sonar sowie verschiedenen weiteren Geräten für Messungen im Wasser, auf dem Meeresboden und in der Atmosphäre ausgerüstet. Als Hebewerkzeuge stehen ein Heckgalgen und ein klappbarer Ausleger sowie ein Teleskop-Hydraulikkran zur Verfügung. Der Ausleger dient dem Aussetzen und Einholen einer CTD-Rosette und anderem Forschungsgerät. Das Arbeitsdeck ist 7,43 × 4,7 Meter groß, so dass hier 35 m² zur Verfügung stehen. Es kann mit 2 t belastet werden. An Bord befinden sich drei Laborräume. 
Das Schiff wird von einer sechsköpfigen Besatzung betrieben, für die drei Doppelkabinen zur Verfügung stehen. Weitere drei Doppelkabinen und eine Vierbettkabine stehen für wissenschaftliches Personal zur Verfügung. Auf Tagesfahrten können sich einschließlich der Besatzung 25 Personen an Bord aufhalten.